# Szpicogonek
Szpicogonek, manakin ozdobny (Ilicura militaris) – gatunek małego ptaka z rodziny gorzykowatych (Pipridae). Występuje endemicznie w południowo-wschodniej Brazylii. Nie jest zagrożony wyginięciem.

## Taksonomia

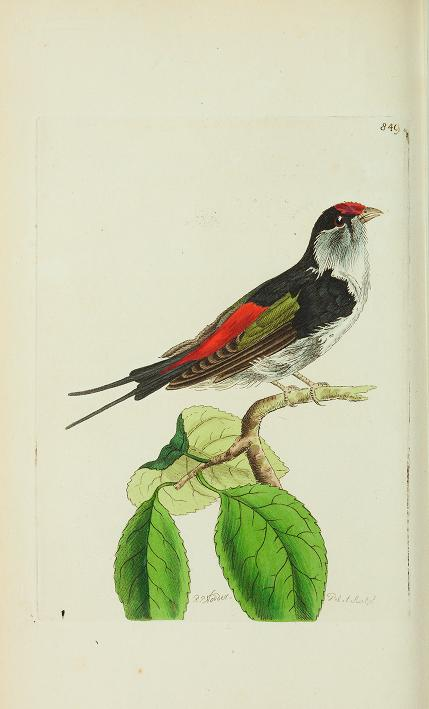
Tablica barwna załączona do pierwszego opisu

Po raz pierwszy gatunek opisał George Shaw w 1809. Opis ukazał się w 20. tomie The naturalist's miscellany, or Coloured figures of natural objects. Do opisu załączona została tablica barwna opatrzona numerem 849 (po lewej). Holotypem był samiec. Autor zamieścił jedynie opis upierzenia. Nadał nowemu gatunkowi nazwę Pipra militaris. Obecnie (2025) Międzynarodowy Komitet Ornitologiczny umieszcza szpicogonka w monotypowym rodzaju Ilicura. Nie wyróżnia podgatunków. Możliwe, że dochodziło do hybrydyzacji między szpicogonkami a modrogrzbiecikami tęposternymi (Chiroxiphia caudata).
Rodzaj Ilicura wyodrębnił Ludwig Reichenbach w 1850. Nie podał żadnego wyjaśnienia pochodzenia tej nazwy. Jobling (2018) wysnuł przypuszczenie, wedle którego nazwa pochodzi od greckich słów ἱληκω hilēkō oznaczającego „być łaskawym” oraz ουρα oura oznaczającego „ogon”, co odnosi się do nietypowych wydłużonych sterówek. Inna teoria (z 2008) mówi, że nazwa pochodzi od łacińskiego słowa ilex (Ilex → ostrokrzew). Zważywszy na fakt, że Reichenbach był również botanikiem, jest to całkiem prawdopodobne.

## Morfologia
Długość ciała 11–14 cm. Samce są nieco większe od samic. Występuje dymorfizm płciowy w upierzeniu. Charakterystyczny kształt głowy i zaostrzone sterówki występują u ptaków obu płci, stąd także i mniej barwną samicę trudno pomylić z innym gorzykiem. Głowa jest smukła, pióra na czole nastroszone, górna krawędź dzioba wygięta. U samca występują strukturalne modyfikacje piór skrzydeł, szczególnie widoczne w przypadku lotek I rzędu – najszerszych na końcach – i lotek II rzędu, sztywnych i z grubymi stosinami. Dziób stosunkowo mały i delikatny.
U samca wierzch głowy, kantarek, kark, górna część grzbietu, barkówki i pokrywy są w kolorze głębokiej czerni. Czoło wyróżnia się szkarłatnym kolorem. Dolna część grzbietu karminowa, niekiedy z domieszką pomarańczowego, podobnie jak grzbiet i nieco wydłużone pokrywy nadogonowe. Sterówki czarne. Lotki I rzędu ciemnobrązowe, czarniawe w okolicach stosiny, a z jaśniejszymi krawędziami. Lotki II rzędu, zwłaszcza te bardziej wewnętrzne, intensywnie oliwkowozielone. Spód ciała jasny, w różnych odcieniach na różnych częściach ciała, na brodzie i pokrywach usznych bardziej szary, a w okolicy brzucha – biały (mogą wystąpić na spodzie ciała pióra w innych odcieniach). Okolice nogawic często jaskrawoczerwone, tak jak czoło.
Samica z wierzchu jest głównie jaskrawo oliwkowozielona, również w przypadku ogona. Podobnie jak samiec, ma charakterystyczny kształt głowy. Obszar od poziomu oka w dół szary, pozostała część spodu ciała jasnoszara. Lotki I rzędu i co większe pokrywy skrzydłowe ciemnobrązowe, podobnie jak liczne wewnętrzne lotki II rzędu i lotki III rzędu. Widoczne oliwkowoszare krawędzie (poza końcówkami). Tęczówka kremowa.

### Wymiary szczegółowe
Wymiary podano dla 20 samców i 13 samic, z wyjątkiem długości skoku (po 7 osobników). Długość skrzydła samca 60–65 mm, samicy: 58–66 mm; długość ogona samca: 32–41 mm, u samic 29–42 mm; długość dzioba samca 8,14–9,44 mm, samicy 8,15–9,95 mm. Długość ogona podano bez środkowej pary sterówek; u samców wystaje ona poza ogon do 28 mm, u samic do 11 mm. Masa ciała 10,5–15 g, u jednego osobnika 20 g (płci nie podano).

## Zasięg występowania
Szpicogonek występuje endemicznie w południowo-wschodniej Brazylii. Do niedawna sądzono, że jego zasięg ograniczony jest do pasma Serra do Mar, gdzie szpicogonki występują od Espírito Santo i południowego Minas Gerais na południe do zachodniej Parany i wschodniego stanu Santa Catarina. Południowy zasięg występowania szpicogonków ograniczony jest przez równoleżnik 28°S. W przeciągu lat 90. XX wieku oraz w pierwszej dekadzie XXI wieku odnotowano szpicogonki także i w skrajnie południowej Bahii, w Boa Nova i Serra Bonita. W 2008 pojawiło się doniesienie o 3 okazach odłowionych w 1927 w gminie Nova Veneza w południowo-centralnym stanie Goiás.

## Ekologia i zachowanie
Szpicogonki odnotowywano na wysokości od poziomu morza (np. w Ubatuba) do przynajmniej 1370 m n.p.m. w interiorze Minas Gerais. W północnej części zasięgu zwykle występują na przynajmniej 580 m n.p.m., a w południowej na najwyżej 465 m n.p.m. Środowiskiem życia tych gorzyków są głównie wilgotne lasy, zadrzewienia i dojrzałe lasy wtórne, prawdopodobnie najczęściej w dolinach, a nie na grzbietach górskich. Z 2009 roku pochodzi doniesienie o stwierdzeniu szpicogonka na plantacji eukaliptusów. Szpicogonki zwykle przebywają samotnie lub w parach. Żywią się niewielkimi owocami, ich nasionami oraz bezkręgowcami (stwierdzono mrówkowate i pająki). Zwykle pożywienie łapią w trakcie krótkiego lotu, niekiedy zbierają z gałęzi. Żerują głównie na Myrsine. Odnotowano szpicogonki podążające za mrówkami Labidus praedator i Eciton burchelli.

### Lęgi
Rozród słabo poznany. Prawdopodobnie okres składania jaj trwa od listopada do lutego, ale znaleziono bardzo niewiele gniazd. Jedyny szczegółowy opis dotyczy gniazda, które miało mieć formę płytkiego koszyczka ulokowanego 4 m nad ziemią. Istnieje muzealny okaz będący spreparowanym ptakiem o samczym upierzeniu, z nie w pełni skostniałą czaszką, ale mającym być odłowionym w kondycji lęgowej i z widoczną plamą lęgową. Podobnie jak w przypadku innych gorzyków, bardziej prawdopodobne jest pojawienie się samczego upierzenia u samicy, niż przyjęcie części obowiązków przez samca. Z badania zabitych ptaków wynika, że zarówno samce jak i samice są w kondycji rozrodczej od początku sierpnia do lutego.

## Status zagrożenia i ochrona
IUCN uznaje szpicogonka za gatunek najmniejszej troski (LC, Least Concern) nieprzerwanie od 1988 roku (stan w 2025). Liczebność populacji nie została oszacowana, ale ptak ten opisywany jest jako dość pospolity. BirdLife International uznaje trend populacji za spadkowy ze względu na niszczenie środowiska. Szpicogonka odnotowano w 28 ostojach ptaków IBA (BirdLife International wymienia ich tylko 19), z czego wiele jest objętych ochroną, jak parki narodowe Tijuca, Itatiaia, Serra dos Órgaos, Serra do Cipó i Serra da Canastra.